# Infames
Infames es una telenovela producida por Argos Comunicación para Grupo Imagen Multimedia, y transmitida por la desaparecida Cadenatres. Es un spin-off de El octavo mandamiento. Su estreno en México fue el 13 de febrero de 2012, conformada por 130 capítulos. Fue una de las producciones más innovadoras de la década, su éxito le concedió un final en domingo, por primera vez, finalizó el 12 de agosto de 2012.  Se reestrenó en México el martes 18 de octubre de 2016, a partir de las 00:00 h. en 
Imagen Televisión.
Protagonizada por Ximena Herrera, Miguel Ángel Muñoz, Lisette Morelos y Erendira Ibarra; con las participaciones antagónicas de Vanessa Guzmán, Luis Roberto Guzmán y Carlos Torres Torrija.
La telenovela trata temas políticos referente a la Corrupción, Narcotráfico, Proxenetismo, cambio de rostro y personalidad, Masoquismo, Vía crucis y Sadomasoquismo.
La telenovela tuvo varias críticas a favor, para algunos integrantes del elenco afirmaron ser una de las mejores experiencias que hayan tenido en su carrera, muchos actores tuvieron un cambio transitorio, ejemplos: Ximena Herrera, Vanessa Guzmán y Lisette Morelos.

## Argumento
Sara Escalante fue novia de Daniel Herrera, quien trabaja para el servicio del Ministerio de Finanzas, particularmente el servicio perteneciente a Juan José Benavides. Daniel es un gran corredor de bolsa, y en realidad trabaja para Porfirio Cisneros el cual desvía fondos a sus cuentas personales a espaldas de Juan José. Cuando Benavides descubre de algún modo que existe falsos movimientos en su cuenta, ordena a Porfirio a deshacerse de Daniel, entonces urde un plan para culpar a Sara de su muerte.
Sara es condenada a 35 años de prisión por un crimen que no ha cometido. Es ahí donde conoce a una de las criminales, María Eugenia Tequida, una narcotraficante enemiga acérrima del cartel de los Preciado, ambas se hacen 'amigas'.
Por otro lado, en el Palacio de Gobierno, el ministro de finanzas tiene un grupo de élite, las llamadas Reinas de Palacio, Casilda Barreiro, Yalda Adam, Sol Fuentes y la líder Ana Leguina. Las Reinas de Palacio consiguen acuerdos políticos y económicos a cambio de favores sexuales con las esferas más altas y corruptas de la política mexicana. Son las Reinas de Palacio las que ayudan a Juan José Benavides a hundir a Sara Escalante tras las rejas. Pasan cinco años de la estancia en prisión y Sara ayudada por María Eugenia, logran escaparse cuando fingen las muertes de ambas, tras un accidente de un vehículo oficial del reclusorio.
Sara Escalante busca justicia contra todos aquellos que la dejaron recluida y pagando un crimen no cometido. Para ello, Sara tendrá que cambiar de nombre y hacerse cirugía para cambiar su rostro. Tras este acto, Sara se convierte en otra mujer con un nombre distinto llamada Dolores Medina. Un año más tarde, Sara, ahora convertida en "Lola", en su misión pretende entrar al Palacio del Gobierno, para eso quiere pertenecer al grupo de élite de las Reinas de Palacio y lo logra cuando una de las integrantes, Yalda, muere a causa de un aborto provocado por Porfirio Cisneros.
Traicionando sus más profundos valores, Lola tendrá que demostrar que puede ser tan infame como sus adversarios, no importa el precio que haya que pagar con tal de destruir a quien tanto daño le ha hecho. Sin embargo, su plan no contaba con la participación del asesor José María Barajas, entre ellos surgen una aventura, pasión y amor a la vez lo que la dejará en la deriva del bien o el mal. Lola tendrá que pasar las adversidades y detener la corrupción comandada por Juan José Benavides y Porfirio Cisneros con la ayuda de las "Infames".

## Elenco
- Ximena Herrera - Dolores "Lola" Medina / Sara Escalante
- Miguel Ángel Muñoz - José María "Chema" Barajas / Joaquín Navarro
- Vanessa Guzmán - Ana Leguina / Ana Preciado Leguina
- Luis Roberto Guzmán - Porfirio Cisneros
- Lisette Morelos - Sol Fuentes
- Eréndira Ibarra - Casilda Barreiro
- Carlos Torres Torrija - Juan José Benavides
- Juan Ríos - Ignacio Cabello
- Andrés Montiel - Emilio Ferreira
- Claudia Ramírez - María Eugenia Tequida
- Bianca Calderón - Claudia de Benavides
- Ruy Senderos  - Ricardo "Ricky" Benavides
- Nicolás Krinis - Javier Peregrino
- Aldo Gallardo - Felipe Sánchez Trejo
- Aurora Gil - Amanda Ortiz
- Juan Martín Jáuregui - Daniel Herrera
- Heriberto Méndez - Luis
- Joaquín Garrido - Leopoldo Rivas
- Adriana Lumina - Valery Leguina-Preciado
- Francisco Vázquez - Heráclito Preciado "Juniors"
- Manuela Vellés - Irene Simón
- Lourdes Reyes - Yalda Adam
- Maritza Aldaba - Estela
- Enrique Anaya - Liborio
- Antonio Arias - Técnico MF
- Omar Ayala - Escolta investigador
- Francisco Balzeta - Diputado Francisco Monteverde
- Mario Beller - Dr. Artaiz
- Héctor Berzunza - Saúl Mayorga
- Jonathan Caballero - Tony Bucker
- Francisco Calvillo - Ildefonso Cisneros
- Ángel Cerlo - Mauricio Ortega
- Quetzalli Cortés - Gabriel
- Joaquín Cuesta - Diputado Raúl
- Jaime Del Águila - Tenoch Gómez Lovaina
- Xavier del Valle - Heráclito Preciado
- Lina Durán - Mirta
- Marcela Espeso - Madre de Daniel Herrera
- Citlali Galindo - Antonia Murillo
- Miguel Ángel Galván - Agente
- Iñaki Goci - Guadalupe "Lupe"
- Zua Grecia - Kitzia
- Claudio Guevara - Juez
- Alexander Holtmann - Mayor Richard Davis
- Teresa Ibarra - Tere
- César Izaguirre - Roberto Cebreros
- Felipe Kuri - Pablo
- Horacio Lazo - Juez Ramiro
- Mónica Lentz - Josefina Lozano de Adam
- Mario Loria - Schmidt
- Thanya López - Sara Escalante
- Itahisa Machado - Maura
- Joanydka Mariel - Diputada Citlali Arispe
- Aline Marrero - Eva
- Patricia Marrerro - Berta López de Escalante
- Saturnino Martínez - Diputado Genaro Huertas
- Fabián Mejía - Diputado Zepeda
- José Carlos Montes-Roldán - Olivier Reynaud
- Antonio Muñiz - Julián Ledesma
- Luis Palmer - Domingo
- Anilú Pardo - Laura del Moral
- Alejandro Peraza - Adolfo Cisneros
- Salvador Petrola - Gilberto Noriega
- Patricia Rozitchner - Leonora Quezada
- Catalina Sánchez-Coppe - Miranda "Maru" Flores
- Abraham Sandoval - Agente MF
- Bárbara Singer - Sofía Navarro
- Jerry Tena - El Lagarto
- Marco Treviño - Jorge Antonio Barreiro
- Alejandro Usigli - El Relojero
- Marco Zetina - General José Luis Méndez
- Adriana Lumina - Valery

## Premios

### Festival y Mercado de TV-Ficción Internacional de Argentina
| Año  | Categoría        | Nominado          | Resultado |
| ---- | ---------------- | ----------------- | --------- |
| 2012 | Mejor telenovela | Ana Celia Urquidi | Ganadora  |

### TV Adicto Golden Awards
| Año  | Categoría                                                              | Nominado                                                          | Resultado |
| ---- | ---------------------------------------------------------------------- | ----------------------------------------------------------------- | --------- |
| 2012 | Mejor escenografía y utilería                                          | Ana Celia Urquidi                                                 | Ganadora  |
| 2012 | Mejores créditos de entrada                                            | Ana Celia Urquidi                                                 | Ganadora  |
| 2012 | Mejor actuación femenina                                               | Lourdes Reyes                                                     | Ganadora  |
| 2012 | Mejor villano                                                          | Luis Roberto Guzmán                                               | Ganador   |
| 2012 | Mejor villana                                                          | Vanessa Guzmán                                                    | Ganadora  |
| 2012 | Premio especial a cuatro enormes protagonistas de una misma telenovela | Ximena Herrera, Lisette Morelos, Eréndira Ibarra y Vanessa Guzmán | Ganadoras |
| 2012 | Mejor historia original                                                | Daniela Gálvez                                                    | Ganadora  |
| 2012 | Mejor diseño de personajes                                             | Daniela Gálvez                                                    | Ganador   |
| 2012 | Mejor personaje femenino                                               | Ana Leguina                                                       | Ganadora  |
| 2012 | Mejor reparto                                                          | Carlos Payán, Verónica Velasco, Epigmenio Ibarra y Daniel Camhi   | Ganador   |
| 2012 | Mejor dirección de escena                                              | Moisés Ortiz Urquidi y Raúl Caballero                             | Ganadores |
| 2012 | Mejor telenovela diferente                                             | Carlos Payán, Verónica Velasco, Epigmenio Ibarra y Daniel Camhi   | Ganadores |
| 2012 | Mejor telenovela de Cadenatres                                         | Carlos Payán, Verónica Velasco, Epigmenio Ibarra y Daniel Camhi   | Ganadores |
| 2012 | Premio especial a la gran telenovela del año                           | Carlos Payán, Verónica Velasco, Epigmenio Ibarra y Daniel Camhi   | Ganadores |